# Théophile Brachet de La Milletière
Théophile Brachet, sieur de La Milletière (1596-1665), est un théologien calviniste, puis catholique.

## Biographie
Théophile Brachet est le fils d'Ignace Brachet, seigneur de La Milletière, maître des requêtes de l'hôtel du roi, et d'Antoinette Faye, sœur du seigneur d'Espeisses, président du parlement.
Après avoir étudié à Heidelberg, il vint à Paris où il prit la profession d'avocat. Il quitta ensuite le barreau pour s'appliquer à la théologie et professa le calvinisme. 
Il participa encore à un débat, du 24 au 28 avril 1620, avec John Cameron, Daniel Tilenus et Louis Cappel, au château de l'Isle, près d'Orléans.
Il fut élu ancien au sein du consistoire de Charenton. 
Il fut arrêté à Toulouse, en 1628, pour avoir publié un livre dans lequel il autorisait la prise d'armes pour défendre le protestantisme. Cela lui valut une condamnation à quatre années de prison.
À sa libération, il chercha ensuite les moyens de réunir les calvinistes et les catholiques, et il publia, à cette occasion, des ouvrages qui déplurent aux deux parties. 
Il abjura la calvinisme pour la catholicisme en 1645. De cette date à sa mort, il écrivit un grand nombre d'ouvrages contre les protestants
Il mourut au mois de mai 1665, à 69 ans, en laissant une fille.

## Ses Œuvres

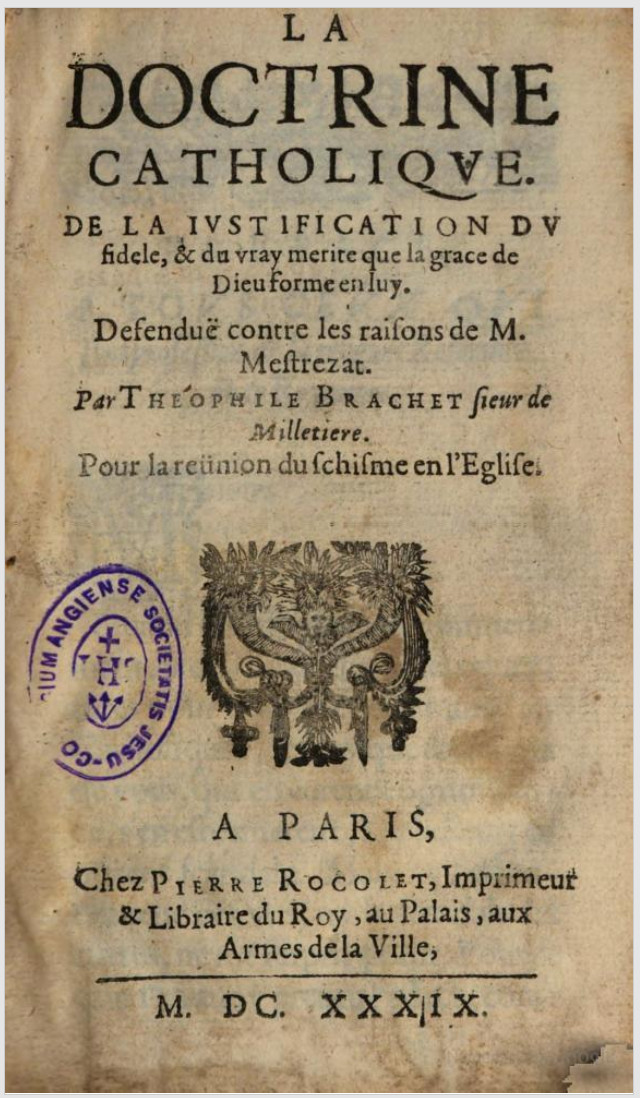

- De Universi orbis christiani pace et concordia per eminentissimum cardinalem ducem Richelium constituenda epistola ad eundem, Paris, 1634, in-8°.
- Discours des moyens d'establir une paix en la chrestienté par la réunion de l'Église prétendue réformée à l'Église romaine, proposez à Mgr le cardinal duc de Richelieu, par le sieur de La Milletière, traduit de latin en françois, ensemble les lettres des ministres Du Moulin et Rivet, et les responses dudit sieur de La Milletière, Paris, 1635, in-4°, 66 p.
- Lettres de MM. Rivet, de La Milletière et du Moulin [20 novembre 1634-9 janvier 1635], Sedan : Jean Jannon, 1635, 60 p.
- Christianae concordiae inter catholicos et evangelicos in omnibus controversiis instituendae consilium... de fidei per Christi gratiam dono et divina praedestinatione, 2 parties en 1 vol. in-8°, 1636.
- Déclaration faitte par le sieur de La Milletière à MM. les pasteurs, anciens et consistoire de son église sur le sujet de l'acte dressé par le synode national... assemblé... à Alençon... et de la lettre dudit synode audit sieur de La Milletière du 6 juillet 1637 concernant son livre intitulé : "le Moyen de la paix chrestiene", Paris, 1637, in-8° , 143 p.
- Admonition à M. Amyraut, de sa contradiction manifeste avec M. Mestrezat et M. Testard, sur le nœud de la matière de la justification du fidèle défendue selon la vérité catholique, Paris : Pierre Rocollet, 1638, in-8°, 83 p.
- Amiable esclaircissement avec M. Mestrezat, par le sieur de La Milletière, sur la vérité de la doctrine des catholiques, touchant les mérites et la justification du fidèle,  paris, 1638, in-8° , 39 p.
- Conviction de M. Amyraut, sur sa contradiction avec ses collègues, à l'Évangile et à soy-mesme, touchant la justification du fidèle et son mérite, Paris : P. Rocolet, 1638, in-8°, 359 p.
- La doctrine catholique de la justification du fidèle & du vray merite que la grace de Dieu forme en luy, Paris : Pierre Rocolet, 1639.
- Censure du sermon de M. de Mestrezat de la justification par la foy sans les œuvres de la loy, avec l'explication naïve des paroles de S. Paul à S. Pierre : Galat. 2, vers. II et suivans, Paris : P. Rocolet, 1639, in-8°, épître et 246 p.
- Déclaration du Sieur de La Milletière des causes de sa conversion à la foy catholique et de son entrée en la communion de l'église, Paris : impr. de A. Vitré, 1645,  56 p. , in-4°.
- Le Catholique réformé professant l'adoration du S. Sacrement, l'invocation des saints, l'usage des images, sans superstition ny idolâtrie, suivant les définitions de la foy de l'Église, Paris : impr. de I. Dedin, 1642, in-8° , 206 p.
- L'Extinction du schisme, ou Le Retour des Protestans a l’Église, Paris : Antoine Vitré, 1650, in-8°, 105 p.